# Комар-Гацька Михайлина Йорданівна
Михайли́на Йорда́нівна Кома́р-Га́цька — піаністка, викладачка. Учениця Миколи Лисенка, викладач Музично-драматичної школи М. Лисенка (1908—1918).

## Життєпис
Одна з найкращих учениць Миколи Лисенка.
З 1908 року аж до заснування в 1918 році Державного музично-драматичного інституту імені М. Лисенка викладала гру на фортепіано в підготовчому і першому класах Музично-драматичної школи М. Лисенка. В концертах, що давали викладачі і учні школи, виконувала, зокрема, тринадцяту рапсодію Ф. Ліста.